# Кохут, Вильмош
Ви́льмош Ко́хут (венг. Kohut Vilmos; 17 июля 1906, Будапешт — 18 февраля 1986, там же) — венгерский футболист и футбольный тренер.

## Карьера
Вильмош Кохут начал свою карьеру в 1924 году в клубе «Ференцварош», но молодой футболист почти все матчи просиживал на скамье запасных, ведь в то время на его позиции центрального нападающего играла живая легенда венгерского футбола — Имре Шлоссер. Лишь в 1926 году Вильмош стал игроком основы «Ференцвароша», но так как его место было занято неувядающим Шлоссером, Вильмош стал играть на левом краю нападения, впоследствии эта позиция стала его основной. Сезон 1926—1927 был удачен для Кохута, его клуб выиграл чемпионат Венгрии, на 7 очков опередив ближайшего конкурента «Уйпешт», а нападение клуба, составной частью которой являлся Кохут, было сверхрезультативным, наколотив в 18 матчах 51 гол (из них 11 на счету Вильмоша, третий результат в лиге), а сам футболист стал лучшим игроком года. На следующий сезон «Ференцварош» повторил свой успех, к которому присоединил престижный международный трофей — Кубок Митропы, в финале которого венгерский клуб был сильнее венской «Аустрии», 7:1 победа «дома» и 3:5 поражение в «гостях», Вильмош в первой игре сделал «дубль», а во второй отличился лишь раз. Кохут выступал за «Ференцварош» 9 лет, проведя за клуб 442 матча и забив в них 227 мячей, он выиграл с командой 4 чемпионата Венгрии и 3 кубка Венгрии.
Покинув «Ференцварош» Кохут уехал во Францию, где в то время футбол уже стал профессиональным, чтобы выступать за клуб «Олимпик Марсель». Приезду во Францию способствовало настойчивое желание руководителей марсельского клуба, который приметил игрока ещё в 1927 году, когда сборная Венгрии разгромила национальную команду Франции со счётом 13:1, а Кохут в той игре забил дважды и не единожды ассистировал партнёрам. С «Олимпиком» Кохут дважды выиграл кубок Франции в 1935 и 1938 году, в обоих финалах которого Вильмош забивал голы, а в 1937 году венгр стал чемпионом Франции, когда «Олимпик», набравший одинаковое количество очков с «Сошо», который завоевал кубок Франции, стал первым благодаря лучшей разнице забитый и пропущенных мячей. В следующем сезоне «Сошо» и «Олимпик» уже поменялись местами, «Олимпик» стал вторым с завоёванным кубком, а «Сошо» — чемпионом. По окончании чемпионата Кохут направился в Венгрию, которая вела подготовку к чемпионату мира, в первом матче которого Вильмош забил первый мяч своей команды на турнире, сделал он это в ворота сборной Голландской Ост-Индии на 13-й минут матча, Венгрия в том турнире дошла до финала, в котором была бита Италией 2:4.
После чемпионата мира Кохут стал играющим тренером «Олимпика», затем работал с клубом «Ним» в разделённой французской лиге, а после войны играл и тренировал команду «Антиб».

## Достижения
Командные
- Чемпион Венгрии: 1926, 1927, 1928, 1932
- Обладатель Кубка Венгрии: 1927, 1928, 1933
- Обладатель Кубка Митропы: 1928
- Обладатель Кубка Франции: 1935, 1938
- Чемпион Франции: 1937
- Серебряный призёр чемпионата мира по футболу: 1938
- Чемпион Центральной Европы: 1938

Личные
- Футболист года в Венгрии: 1927

## Статистика выступлений

### Обзор карьеры
| Команда           | Период           | Официальные матчи | Официальные матчи | Неофициальные матчи | Неофициальные матчи | Итого | Итого |
| Команда           | Период           | Игры              | Голы              | Игры                | Голы                | Игры  | Голы  |
| ----------------- | ---------------- | ----------------- | ----------------- | ------------------- | ------------------- | ----- | ----- |
| Ференцварош       | 1924—1933        | 227               | 110               | 208+                | 110+                | 435+  | 220+  |
| Олимпик Марсель   | 1933—1939        | 183               | 93                | 4+                  | 2+                  | 187+  | 95+   |
| Таксишок          | 1939—1940        | 7                 | 0                 | ?                   | ?                   | 7+    | ?     |
| Венгрия           | 1925—1938        | 25                | 14                | 1+                  | ?                   | 26+   | 14+   |
| Венгрия (проф.)   | 1927             | 1                 | 0                 | 0                   | 0                   | 1     | 0     |
| Сборная Будапешта | 1924—1926        | 2                 | 2                 | 1                   | 0                   | 3     | 2     |
| Прочие            | 1924—1932        | -                 | -                 | 8                   | 5                   | 8     | 5     |
| Всего за карьеру  | Всего за карьеру | 445               | 219               | 222+                | 117+                | 667+  | 336+  |

### Клубная карьера
| Клуб             | Сезон            | Лига | Лига | Кубки | Кубки | Кубок Митропы | Кубок Митропы | Прочие | Прочие | Итого | Итого |
| Клуб             | Сезон            | Игры | Голы | Игры  | Голы  | Игры          | Голы          | Игры   | Голы   | Игры  | Голы  |
| ---------------- | ---------------- | ---- | ---- | ----- | ----- | ------------- | ------------- | ------ | ------ | ----- | ----- |
| Ференцварош      | 1923/24          | 1    | 0    | -     | -     | -             | -             | 0      | 0      | 1     | 0     |
| Ференцварош      | 1924/25          | 26   | 14   | 4     | 2     | -             | -             | 0      | 0      | 30    | 16    |
| Ференцварош      | 1925/26          | 12   | 7    | 0     | 0     | -             | -             | 0      | 0      | 12    | 7     |
| Ференцварош      | 1926/27          | 17   | 11   | 4     | 4     | -             | -             | 7      | 3      | 28    | 18    |
| Ференцварош      | 1927/28          | 22   | 14   | 5     | 7     | 0             | 0             | 0      | 0      | 27    | 21    |
| Ференцварош      | 1928/29          | 20   | 7    | -     | -     | 6             | 3             | 0      | 0      | 26    | 10    |
| Ференцварош      | 1929/30          | 22   | 7    | 4     | 2     | 0             | 0             | 0      | 0      | 26    | 9     |
| Ференцварош      | 1930/31          | 16   | 4    | 4     | 2     | 4             | 1             | 0      | 0      | 24    | 7     |
| Ференцварош      | 1931/32          | 21   | 9    | 5     | 2     | 0             | 0             | 0      | 0      | 26    | 11    |
| Ференцварош      | 1932/33          | 22   | 8    | 3     | 3     | 2             | 0             | 0      | 0      | 27    | 11    |
| Ференцварош      | Итого            | 179  | 81   | 29    | 22    | 12            | 4             | 7      | 3      | 227   | 110   |
| Олимпик Марсель  | 1933/34          | 23   | 16   | 10    | 10    | -             | -             | 0      | 0      | 33    | 26    |
| Олимпик Марсель  | 1934/35          | 27   | 11   | 6     | 5     | -             | -             | 0      | 0      | 33    | 16    |
| Олимпик Марсель  | 1935/36          | 29   | 10   | 4     | 2     | -             | -             | 0      | 0      | 33    | 12    |
| Олимпик Марсель  | 1936/37          | 18   | 7    | 3     | 4     | -             | -             | 0      | 0      | 21    | 11    |
| Олимпик Марсель  | 1937/38          | 25   | 12   | 8     | 8     | -             | -             | 0      | 0      | 33    | 20    |
| Олимпик Марсель  | 1938/39          | 28   | 8    | 2     | 0     | -             | -             | 0      | 0      | 30    | 8     |
| Олимпик Марсель  | Итого            | 150  | 64   | 33    | 29    | 0             | 0             | 0      | 0      | 183   | 93    |
| Таксишок         | 1939/40          | 7    | 0    | -     | -     | 0             | 0             | 0      | 0      | 7     | 0     |
| Таксишок         | Итого            | 7    | 0    | 0     | 0     | 0             | 0             | 0      | 0      | 7     | 0     |
| Всего за карьеру | Всего за карьеру | 336  | 145  | 62    | 51    | 12            | 4             | 7      | 3      | 417   | 203   |